# Казахмазартепа
Казахмазартепа́, Каза́х-маза́р-тепе́ (узб. Qozoqmozortepa/Қозоқмозортепа) — археологический памятник в юго-западной части Ташкента, руины средневекового домонгольского поселения-спутника Бинкета. В поселении велось производство гончарных изделий высокого качества.
Впоследствии в данной местности был возведён мавзолей Чупан-ата, вокруг которого действует одноимённое кладбище, место стало почитаемым в качестве святого.

## Расположение
Казахмазартепа располагается на территории современного 13-го квартала ташкентского массива Чиланзар, близ улицы Лутфи. Значительная часть археологического памятника не сохранилась. В настоящее время руины представлены холмом диаметром 12 м и высотой 3 м, использованном в качестве геодезического пункта с триангуляционной вышкой. Согласно монографии «Древний Ташкент» (1973), собственно историческое поселение, находившееся к востоку от останца, попадает на территорию современной многоэтажной застройки квартала; памятник, в основном, был уничтожен в ходе строительных работ. Согласно энциклопедии «Ташкент» (2008), это поселение занято возникшим в XIX—XX веках кладбищем Чупаната (при одноимённом мавзолее).

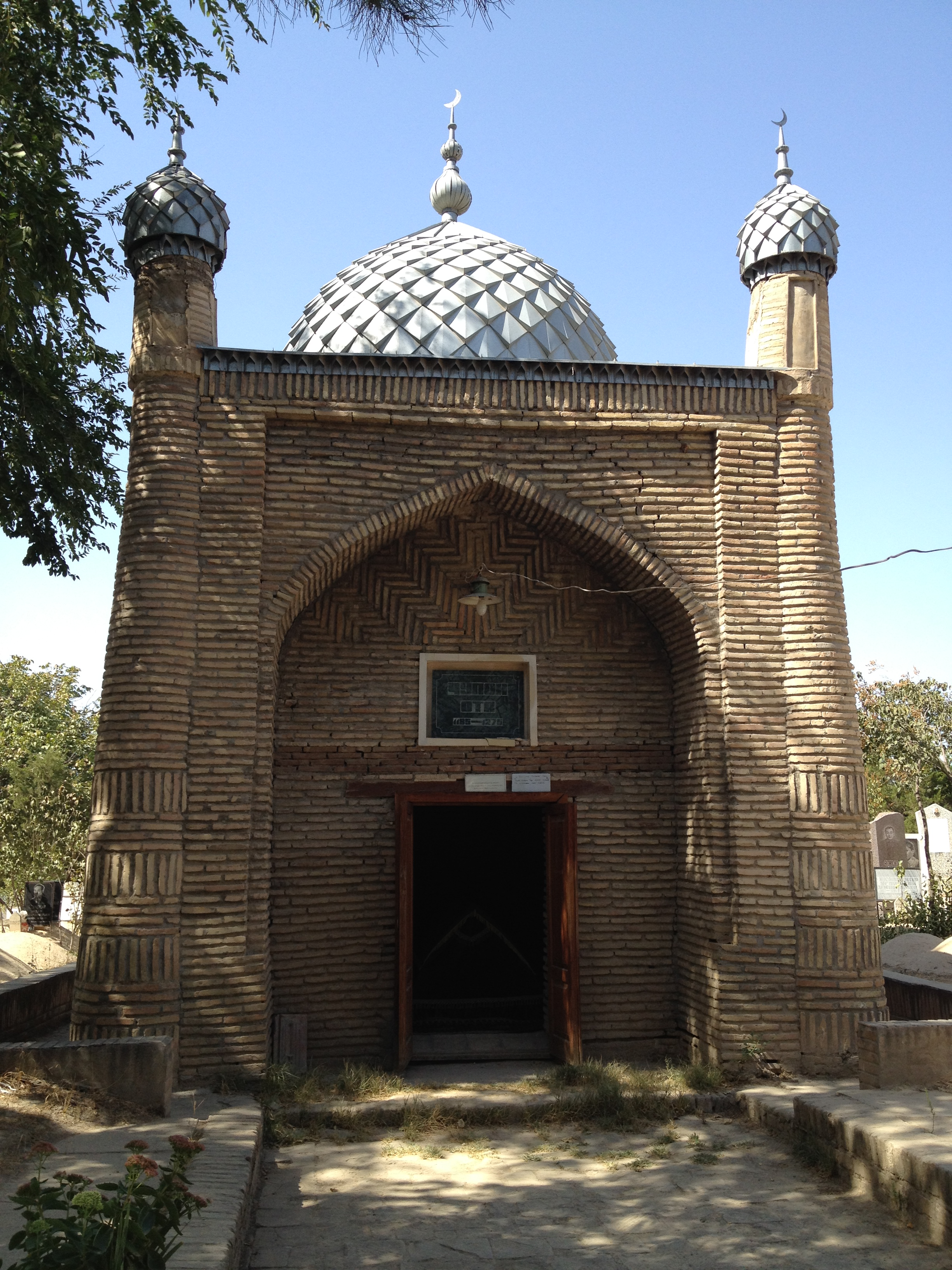
Мавзолей Чупан-ата

Название местности позднее, связано с активным проникновением в регион казахов в XVIII веке в период джунгарского (калмыцкого) владычества над Ташкентом. Этим же веком по архитектурным формам датируется мавзолей Чупан-ата.
По легендарным сведениям, мавзолей возведён над могилой будто бы захороненного здесь покровителя пастухов и бараньих стад. Согласно одному из преданий, мавзолей Чупаната был построен по указанию Тамерлана (Тимура) в загородной местности близ Ташкента, где якобы жили калмыки и первоначально именовался Казах-мазар. По другому преданию, усыпальница была воздвигнута Улугбеком.
В настоящее время место почитается в качестве святого (зиёратгох).

## Планировка
Руины следует считать селением-спутником Бинкета, входившим в юго-западную округу столичного города.
В монографии «Древний Ташкент» (1973) делается вывод, что оно возникло не ранее первой половины IX века и имело равномерную застройку небольшими домами из глины, не имея ни укрепленных сооружений, ни окружной стены, так как рельеф местности достаточно гладок. Тем самым, Казахмазартепа сближается с другим городищем, расположенным поблизости на том же караванном пути — Учтепа. Поскольку Уч-тепе представляло собой длинную череду домов, вытянутых вдоль единственной улицы, предполагается, что и Казахмазартепа имело сходную планировку.
В энциклопедии «Ташкент» сообщается, что памятник включает как раннесредневековое (VI—VIII века) здание крепостного типа, так и селение, возникшее при повторном обживании X—XII веков.

## Раскопки
Упорядоченных исследований Казахмазартепы не велось. В период строительства Чиланзара активное разрушение памятника экскаваторной техникой привлекло внимание учёных Ташкентского археологического отряда (В. А. Булатова, Д. И. Зильпер, М. И. Филанович). Для археологического наблюдения были заложены два шурфа: на останце с триангуляционным пунктом и на возвышении с наиболее сохранным культурным слоем, при этом первый был преобразован в раскоп.
В обоих местах были обнаружены многочисленные гончарные изделия: глиняные горшки, кувшины, блюда, котлы, сосуды, в том числе, посуда, выполненная в технике поливы с чёрной надписью почёрком куфи по белому фону. Качество изготовления поливной керамики являлось высоким. Были найдены и другие типы изделий, а также инвентарь мастера: глиняный штамп диаметром 7 см для нанесения украшений на плоскую поверхность.
Найденные материалы указывали, что в поселении действовала гончарная мастерская, причём второй шурф затронул её отвалы с бракованным материалом.